# Roberto Wagner Bezerra do Carmo
Roberto Wagner Bezerra do Carmo, meglio noto come Betinho (Fortaleza, 15 maggio 1976), è un ex giocatore di calcio a 5 brasiliano naturalizzato belga.

## Carriera
Pivot con spiccate doti realizzative, è stato per due volte capocannoniere della Coppa UEFA durante la militanza nello Sporting Parigi. Ottenuta la cittadinanza belga, nel 2013 ha debuttato nella Nazionale maschile di calcio a 5 del Belgio, con la quale, nello stesso anno, ha disputato 4 incontri.

## Palmarès

### Club
- Campionato belga: 2
Action 21: 2007-08, 2008-09
- Campionato francese: 4
2010-11, 2011-12, 2012-13, 2013-14

### Individuale
- Capocannoniere della Coppa UEFA: 2

2012-13 (10 gol, ex aequo con tre giocatori), 2013-14 (11 gol)